# Пукара

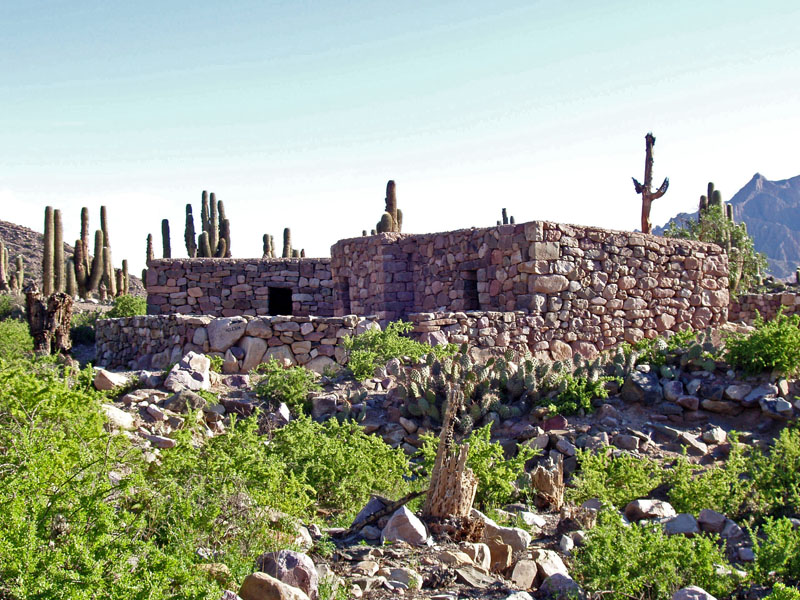
Пукара в Тілкарі, Перу

Пукара (pucara) — тип укріплення в державах Пукара, Колья та імперії інків Тауантінсую. За часи останніх спорудження пукара досягло найбільшого розвитку та поширення: від сучасного Еквадору до Чилі. З мови кечуа пукара перекладається як фортеця.

## Історія
Початок створення укріплених поселень відносять до існування держави Пукара. Подальшого розвитку набуло у племен аймара, в їх державах біля озера Тітікака. Останні пукара називали окрім власне укріплень будь-яке місто з мурами.
В останніх принцип створення пукара запозичили інки. Ймовірно саме слово походить від держави пукара, де вперше з'явився звичай зводити міцні мури навколо селищ. Втім в аймара, а потім інків (особливо в останніх) пукара перетворюється на власне фортецю, де розміщувалася потужна збройна залога. Пукара могла розташовуватися окремо, на важливих шляхах, гірських перевалах, прикордонні або як захист значних адміністративних, релігійних, економічних центрів, міст імперії інків.
Інки впровадили єдині принципи спорудження та обладнання пукара по всій Тауантінсую. Завдяки діяльності інкських інженерів пукара були зведені в прикордонних уамані (провінція) імперії. Найважливіші розташовувалися в чверті Кольасую, де захищали землеробів від нападу племен гуарані, в сучасному центральному Чилі, Еквадорі. Окрема система пукара захищала долину Куско та підступити до самої столиці імперії. Найвідомішими є Пука-Пукара, Ольянтайтамбо, Тітіконте, Тілкар, Саксайуаман, Мачу-Пікчу, Вількабамба, Інкальякта. Сьогодні руїни інкських пукара виявлені в Еквадорі, Перу, південній Колумбії, Болівії, Чилі, Аргентині.